# Apanteles antarctiae
Apanteles antarctiae är en stekelart som beskrevs av Blanchard 1935. Apanteles antarctiae ingår i släktet Apanteles och familjen bracksteklar. Utöver nominatformen finns också underarten A. a. fuscus.